# Chūka Ichiban!
Chūka Ichiban! (中華一番!?  Lo mejor en (comida) China)  es una serie japonesa de manga escrita e ilustrada por Etsushi Ogawa. Se serializó en la revista de Kodansha Weekly Shōnen Magazine desde octubre de 1995 hasta mayo de 1999. De 1995 a 1996 se serializó como ¡Chūka Ichiban! sin embargo, durante la serialización se añadió el carácter '真', por lo que de 1997 a 1999 se serializó como True ver. - The best in Chinese (food)! (真・中華一番! ''Shin Chūka Ichiban!''?). La historia se centra en un niño cuyo objetivo es convertirse en el mundo mejor chef que pueda ser.
Una adaptación de la serie de televisión anime realizada por Nippon Animation se emitió en Fuji TV desde abril de 1997 hasta septiembre de 1998. En algunos otros países, la adaptación al anime también se llamó Cooking Master Boy.
En noviembre de 2017, Ogawa comenzó una secuela titulada ¡Chūka Ichiban! Kiwami, publicada en la aplicación Magazine Pocket de app.
Una adaptación de la serie de televisión anime de Shin Chūka Ichiban!, o True Cooking Master Boy, producida por NAS y Production I.G, emitida de octubre a diciembre de 2019. Una segunda temporada se emitió de enero a marzo de 2021.

## Universo
La historia tiene lugar en la China del siglo XIX, durante la Dinastía Qing, donde el Emperador estaba debilitado y el país estaba cerca del caos. También es durante una época ficticia llamada "La Era de las Guerras de Cocina". Era una época en la que los mejores chefs con diferentes estilos de cocina se esforzaban por mejorar sus habilidades y convertirse en el mejor chef de China. Es un país en el que insultar a un chef de alto nivel o hacer tonterías con la cocina puede llevar a una persona a la cárcel, y hacerse pasar por un chef de alto nivel es tan malo como la usurpación de la autoridad. Los chefs compiten entre sí para ganarse el respeto e incluso el poder, pero también con el riesgo de perderlo todo.
En el manga, el país de China se divide en cuatro grandes regiones: Pekín, Szechuan, Shanghái y Guangdong.

## Sociedad de cocina clandestina
La Sociedad de la Cocina Subterránea, también llamada Sociedad de la Cocina Oscura, es un grupo organizado que pretende controlar toda China a través del campo de la cocina. Aunque ya tienen una fuerte influencia en todo el país, siguen buscando los ocho utensilios de cocina legendarios para conseguir el poder absoluto. Hacen cualquier cosa para ganar y exterminar a los que se interponen en su camino. Cuando ven a un gran chef que puede convertirse en una amenaza para su plan maestro o si un chef vence a uno de ellos, seguirán enviando chefs para desafiar a esa persona hasta que pierda. Su entrenamiento es muy estricto, y cruel, y la mayoría de los aprendices no sobreviven y a menudo secuestran a niños pequeños y los desconectan a la fuerza de su familia mediante el asesinato. Para iniciar a un cocinero que ha sobrevivido al entrenamiento, a veces marcan la cara y/o el cuerpo de esa persona. Una vez inducido en la organización, no hay vuelta atrás y tratar de escapar es suicida. Los que fracasan en una tarea para la organización tienen un final terrible.
Los miembros de la clandestinidad llevan la marca de la organización. También tienen poderosas habilidades llamadas Técnicas de Cocina Oscura, conocidas sólo por los miembros de la organización o por aquellos a los que desafían. Son la organización más temida de toda China.

### Los utensilios de cocina legendarios
En la antigua, un meteorito cayó del cielo y fue encontrado por primera vez por el maestro cocinero Shui Lei. Shui fabricó ocho utensilios de cocina con el meteorito. Estos ocho utensilios de cocina no sólo eran de gran calidad, sino que también tenían efectos místicos sobre los alimentos que se utilizaban. Los ocho utensilios de cocina eran tan poderosos que el maestro Shui Lei tuvo que almacenarlos en ocho lugares distintos de China, para que la gente no tuviera que pelearse por ellos.
Los Utensilios de Cocina Legendarios tienen un inmenso poder, tanto si son utilizados por el bien como por el mal. Si son utilizados por el bien, pueden producir grandes resultados que harían feliz a la gente. Si son utilizados por el mal, pueden tener poderes destructivos que podrían devastar toda China. Además, si un Utensilio de Cocina Legendario se utiliza para algo que no sea cocinar (por ejemplo, matar), sus poderes místicos disminuirán.
Utensilios de cocina legendarios mencionados:
- Cuchillo del alma de siempre

Guardado en el Gran Templo Angélico durante varias generaciones hasta que Mao se convirtió en el digno sucesor. No sólo Mao, sino que también León resultó ser digno. A pesar de haber estado guardado en el templo durante tanto tiempo, sin que nadie lo tocara, no había ninguna señal de óxido en el cuchillo cuando lo sacaron. Al elegir a su sucesor, la marca de un dragón aparecía en la hoja cuando la sostenía el cocinero elegido. Tiene la capacidad de hacer que todos los alimentos que corta sean frescos, aunque hayan pasado su fecha de caducidad. Desgraciadamente, después de un intento fallido de robarlo, un miembro de los subterráneos se apuñaló a sí mismo con él haciendo que el cuchillo perdiera sus habilidades. Tras la batalla final de Mao contra Fei, el cuchillo recuperó sus poderes para salvar a Fei.
- Olla del Dragón Enrollado

La primera que encontraron Mao y su grupo después de emprender su viaje para encontrar los Utensilios de Cocina Legendarios. Tras unir dos trozos de un mapa, descubrieron que estaba escondida cerca de las afueras de Shanghái. A diferencia del Cuchillo del Alma de Siempre, la Olla del Dragón Enrollado se encontró en un lugar sin cuidadores ni siquiera un templo. Se encontró dentro de un compartimento secreto detrás de una estatua del Dios de la Cocina. Al principio, parecía una olla oxidada hasta que Mao la tocó. Siendo el sucesor elegido, Mao fue capaz de devolverle su forma original. La Olla del Dragón Enrollado tiene el poder de acelerar el proceso de fermentación a una velocidad asombrosa.
- Cobre Sagrado

Encontrando en las Montañas Jiu Hua
Encontrado en las montañas de Jiu Hua. Originalmente fue desenterrado de las tierras de cultivo de Jiu Hua hace muchos años. Sin saber los poderes místicos que poseía, los mercaderes decidieron fundirla para convertirla en herramientas de repuesto. Sin embargo, antes de que pudieran fundirlo, un estafador, Wong Seiyo, se lo compró. Dado que lo salvó de la fundición, el Santo Cobre decidió dejarle utilizar los poderes místicos aunque no fuera un sucesor digno. Usando sus poderes, Seiyo decidió aprovecharse de la gente de Jiu Hua utilizando las leyendas de la tierra para hacer creer a la gente que era un dios. Cuando llegó Mao, detuvo el plan de Seiyo, hizo que la gente volviera a creer en su tierra y encontró otro Utensilio de Cocina Legendario. El Utensilio Sagrado tiene el poder de ablandar instantáneamente los ingredientes secos, como el abulón seco (que normalmente tardaría tres o más días en hacerlo él gana en la liga).

## Personajes

### Protagonista
Liu Mao Xing (劉昴星?) (en chino, 劉昴星; pinyin, Liú Mǎoxīng)
Voz por: Mayumi Tanaka (1997 anime), Natsumi Fujiwara (2019 anime)
Un niño de 13 años. Mao creció básicamente en la cocina viendo a su madre cocinar en su restaurante. Por ello, creció aprendiendo las habilidades culinarias de su madre y también acabó teniendo el mismo amor por la cocina que tenía su madre. Aunque tenía esos conocimientos, Mao no cocinaba mucho y todo el mundo lo consideraba un niño que sólo jugaba y que ni siquiera sabía cocinar. No fue hasta que el restaurante de su madre estuvo en peligro cuando se decidió a cocinar. Para sorpresa de todos, Mao era un chef genial. Al ver su talento, el General Lee lo envía a un viaje para convertirse en un Super Chef. Al final, Mao se convierte en el Super Chef más joven de la historia y decide viajar aún más por el país, para poder aprender más sobre las técnicas de cocina.
Aunque no tiene mucha experiencia, Mao tiene el orgullo de un chef verdaderamente experimentado y, habiendo aprendido de su madre que el propósito de un chef es crear un plato que haga feliz a la gente, siempre pone las necesidades de sus clientes en primer lugar y siempre es capaz de hacer un plato creativo que los satisfaga enormemente. Además de su curiosidad por aprender más sobre la cocina, Mao también tiene unas papilas gustativas únicas; tiene la capacidad de recordar todos los alimentos que ha comido y sus ingredientes, e incluso puede identificar o nombrar todos los ingredientes de la comida que está comiendo en ese momento. Estos rasgos hacen de Mao un fuerte competidor en el campo de batalla de la cocina.
Mei Li (梅丽?) (en chino, 周梅丽; pinyin, Zhōu Méilì)
Voz por: Satsuki Yukino (1997 anime), Ai Kayano (2019 anime)
La hija de 16 años de Chouyu. Originalmente, ella era una ayudante en el restaurante Yang Spring. Se enamoró de Mao después de ver cuánto le gusta cocinar y cómo también se preocupa por los demás. Ella solo sabe un poco sobre el campo de la cocina, pero es útil cuando se trata de pequeños hechos y a menudo trata de ayudar a Mao con otras cosas. Después de descubrir que Mao estaba dejando el restaurante Yang Spring para viajar por China, se le rompió el corazón ya que pensó que podía vivir una vida con él. Finalmente cambió de opinión y decidió abandonar también el restaurante para viajar con él (en el manga, ella no acompañó a Mao en su viaje por China). Mei a menudo se mete en discusiones con Shirou y siempre termina abofeteándolo. También se pone muy celosa cada vez que otra mujer se acerca a Mao. Un ejemplo de su animosidad hacia las mujeres que se acerca a Mao es cuando su hermana, Karin, lo visita para traer los materiales de cocina de su madre; ella dice que Karin nunca será buena para Mao, hasta que descubra que es su hermana. En otra ocasión, cuando la chef, Anzu, finalmente se dio cuenta de la forma de hacer cocina individual, besó a Mao como un signo de gratitud, pero Mei Li se enojó y comenzó a expresar su enojo golpeando a Shirou. Sin embargo, ella dice que su rival número uno para el corazón de Mao es su amor por la cocina. Ella es una imagen de su difunta madre, Meika.
Si Lang/Shirou (四郎?)
Voz por: Chika Sakamoto (anime de 1997), Yukiyo Fujii (anime de 2019)
Un travieso compañero de viaje de 12 años. Su madre es japonesa, por lo que es mitad japonés y mitad chino. Conoció a Mei Li y a Mao cuando lo encontraron desmayado, debido al hambre, en el bosque (En el manga, se topó con Mao después de robar comida a la gente). Abandonó su pueblo cuando tenía 10 años para poder cumplir su promesa de convertirse en un Super Chef. Aunque no se convirtió en uno durante sus dos años de viaje, fingió serlo cuando regresó a su pueblo (que fue momentos antes de conocer a Mao y Mei Li). Pronto fue descubierto cuando un funcionario de la cocina dijo que su insignia de Super Chef era falsa. Tras descubrir que Mao era un Super Chef, se hizo aprendiz de Mao y decidió viajar con él. A menudo se burla de Mei Li y le agarra constantemente los pechos, lo que hace que sea golpeado constantemente por ella. Puede que no sea un genio de la cocina, pero sabe más de cocina que Mei Li y sólo es algo mediocre en la cocina. Shirou se mete a menudo en líos y también causa problemas a los demás miembros del grupo. Más tarde se convierte en un chef en formación en el restaurante Yang Spring.
Xie Lu (解鲁?)
Voz por: Hiroshi Yanaka (1997 anime), Yuichi Nakamura (2019 anime)
Un Dim Sum maestro de San Sei. También se le llama "Báculo de Acero Xie". Tiene unos veinte años y se le considera el maestro de Dim Sum más joven. Siempre lleva consigo un pesado bastón de acero, que utiliza como arma y como utensilio de cocina. En el extremo del bastón hay grabadas varias estrellas amarillas, que indican el número de Super Chefs a los que ha derrotado. Después de desafiar a Mao a una batalla de cocina, grabó una estrella negra en su bastón porque había perdido. Algún día espera sustituir esa estrella negra por una amarilla.
Xie Lu se considera un nómada; a menudo se encuentra con Mao y sus amigos durante sus viajes. Desde muy joven, ha viajado por toda China para aprender más sobre la cocina. Tiene una visión muy optimista de la vida y a menudo regaña a Shirou (tenía una mala impresión de Shirou desde que éste, sin saberlo, le hizo un mal plato de comida).
Xie Lu es muy atlético y también se le dan bien las matemáticas. Más tarde viaja con Mao y los demás en busca de los Utensilios de Cocina Legendarios. Su nombre fookien es Ji Long.
Lei En/Leon (雷恩?)
Voz por: Nobutoshi Hayashi (anime de 1997), Tomokazu Sugita (anime de 2019)
Leon se presentó inicialmente como miembro de la Sociedad de Cocineros Oscuros; es conocido por utilizar mariscos como ingredientes principales para sus platos y puede prepararlos al máximo gracias a sus cuchillos superiores y a la habilidad para manejarlos. Apareció por primera vez en el restaurante Yang Spring exigiendo a Ruoh que le diera uno de los Utensilios de Cocina Legendarios a los que dice tener derecho. Ruoh dijo entonces que tenía que luchar contra Mao para averiguar el verdadero sucesor del utensilio. La batalla fue ganada por Mao y Leon no tardó en revelarle todo después de darse cuenta de que sigue amando la cocina y que, al igual que Mao, Leon también es el sucesor del cuchillo Ever-Soul. Leon reveló que traicionó y escapó de la Sociedad de la Cocina Oscura tras darse cuenta del tipo de organización que son.
Resulta que un joven Leon fue cocinero del Restaurante Primavera Yang hace unos años. Al igual que Mao, Leon era un genio natural en el campo de la cocina, habiendo aprendido y comprendido casi todo lo que Chouryuu tenía que enseñarle en apenas un mes. También era un niño amable; no quería matar animales, pero cuando lo hacía, colocaba un talismán de papel rojo sobre el animal muerto y rezaba por él. Como quería aprender más sobre cocina, dejó el restaurante y se aventuró por China. Durante sus viajes, comenzó a crecer un fuerte impulso para convertirse en un mejor cocinero, pero cuando no pudo encontrar más cosas adecuadas para aprender, decidió unirse a la Sociedad de Cocina Oscura para aprender sus Técnicas de Cocina Oscura. Mientras estaba en la clandestinidad, sus habilidades con el cuchillo evolucionaron hasta un nivel inalcanzable. Corrompido por la organización, se obsesionó aún más en convertirse en el mejor chef. Buscó a Luo Xie, el mejor forjador de cuchillos de China, y le hizo forjar los mejores cuchillos. Luo Xie llamó a su creación los Cuchillos de las Siete Estrellas, el mejor juego de cuchillos de toda China. En la cima de un acantilado, cuando Luo Xie dijo que algún día crearía un juego mejor, León se enfureció y, en un arrebato de ira, lo apuñaló en el abdomen, haciéndolo caer. Esto traumatizó a Leon y a partir de ese momento empezó a arreglar las cosas. Es la única persona que posee los codiciados cuchillos de las Siete Estrellas. Aunque, en el episodio "El verdadero dueño de los cuchillos de las siete estrellas", se encuentra con una cocinera del Metro, Shan An, que posee duplicados.
Viaja con Mao para recuperar los Utensilios de Cocina Legendarios, con el fin de evitar que la Sociedad de la Cocina Oscura los posea.
Tang San Jie (唐三杰?)
Voz por: Daisuke Sakaguchi (primero), Tetsuya Iwanaga (después) (anime de 1997), Nobuhiko Okamoto (anime de 2019)
Un chef de 14 años de Shanghái que solía ser un chef de cuarto nivel en el restaurante Yang Spring. Al principio, no le gustaba Mao porque sabía que Mao acabaría ocupando su puesto en el restaurante y entonces tendría que marcharse. No era muy querido en el restaurante ya que todos pensaban que era un cocinero perezoso al que ni siquiera le gustaba cocinar. No fue hasta que Mao le encontró practicando sus habilidades culinarias, a altas horas de la noche, cuando se dio cuenta de que le gustaba cocinar. San Jie le reveló que su padre era un gran cocinero, pero que tenía métodos de enseñanza extremadamente estrictos. Debido al estrés, Sanche acabó cortándose la mano y, en lugar de preocuparse, su padre le regañó aún más, lo que provocó la intromisión de su madre. Como se entrometió, acabó recibiendo la culpa. Al no poder soportarlo más, San Jie se escapó de casa y empezó a trabajar en el restaurante Yang Spring. Acabó teniendo una cicatriz de cuando se cortó la mano y dice que tiene dificultades para cortar los ingredientes porque cada vez que ve su cicatriz, le recuerda todos esos terribles sucesos. Después de convencer a San Jie de que no renuncie a su puesto de chef, trabajan toda la noche para idear un plan que convenza a Zhou Yu, el vice chef de Yang Spring, para que no eche a San Jie del restaurante. Aunque lo consiguieron, Sanche decidió que volvería a casa para reconciliarse con su padre, ya que aún le quiere, y también para retomar el estricto entrenamiento de su padre, para poder perfeccionar aún más sus habilidades.
Cuando San Jie se encontró con Mao y su grupo en Shanghái, ya era jefe de cocina en el restaurante de su padre y había mejorado mucho sus habilidades culinarias, sobre todo con el cuchillo.
Lan Fei Hong (兰飞鸿?)
Voz por: Ryotaro Okiayu (1997 anime), Junya Enoki (2019 anime)
Un apuesto chef genio de 16 años. Aunque se le considera un chef con más conocimientos que Mao, es el único chef que podría considerarse como el verdadero rival de Mao en la cocina. A diferencia de Mao, Fei es un chef tranquilo y sereno que siempre sabe hacer las cosas de forma organizada. Fue presentado por primera vez como uno de los oponentes de Mao durante el torneo Super Chef. Aunque era un oponente que parecía tener una personalidad fría, ayudó a Mao en varias ocasiones durante la competición. Él, junto con Mao, hizo historia cuando ambos pasaron la prueba de Super Chef al mismo tiempo. Resulta que sabe lo de la madre de Mao, y que la ve como su salvadora.
Cuando era joven, toda su familia fue asesinada por la Sociedad de Cocineros Subterráneos que también lo secuestró. Lo llevaron con ellos y lo sometieron a un estricto entrenamiento para crear platos perfectos y ver quién tenía el mayor potencial para convertirse en miembro de la Sociedad de Cocina Subterránea. Le obligaron a pasar por un entrenamiento tortuoso todos los días o a enfrentarse a la muerte o a la tortura. Cuando escapó, se desmayó frente al restaurante Kikkaro. Pai lo encontró, le curó las heridas y le dio una sopa de hierbas que rejuveneció su cuerpo. Antes de conocerla, Fei pensaba en la cocina como algo horrible que le causaba tanto dolor. Cuando la conoció, se dio cuenta de que la cocina era algo en lo que se creaban platos que hacían feliz a la gente. Después de aprender de ella, se fue a viajar por China.
Cuando Mao se encontró de nuevo con Fei, ésta era una chef que trabajaba para la Sociedad de Cocina Oscura y estaba a punto de convertirse en la Jefa de Cocina Imperial. Mao no podía creer que Fei fuera un mal tipo y le retó a una batalla de cocina que sería juzgada por el propio Emperador. Mao acabó ganando la batalla y descubrió que Fei estaba siendo manipulado por los subterráneos. Tras ser curado por los Utensilios de Cocina Legendarios, Fei reveló que había sido drogado por la Sociedad de Cocina Oscura, para que se volviera malvado y se convirtiera en uno de sus peones para apoderarse de China. Cuando descubrió que la organización que había matado a sus padres y lo había secuestrado era la Sociedad de la Cocina Oscura, quiso vengarse y se infiltró en su sede. Por desgracia, fue entonces cuando lo capturaron y lo drogaron. Aunque estaba siendo manipulado, sus acciones seguían siendo malas. El general Lee ordenó a Fei que protegiera a Mao mientras buscaba los Utensilios de Cocina Legendarios (para que no se notara que estaba siendo indulgente con Fei). Así, Fei acabó viajando con el resto del grupo.
Pai (阿贝?)
Voz por: Rihoko Yoshida (1997 anime)
La legendaria chef de Szechuan y madre fallecida de Mao. Fue la antigua maestra de cocina del restaurante Kikkaro. Pai era llamada el "Hada de Szechuan", o el "Hada de la Cocina", y era una de las chefs más respetadas de toda China. Aunque no enseñó directamente a Mao sus técnicas de cocina, sí le enseñó sus ideales. Le enseñó a utilizar la cocina para hacer a la gente feliz y sana.
Pai era tan buena cocinera que se la consideraba una amenaza para la Sociedad de Cocina Subterránea. En sus primeros años como cocinera, los subterráneos siempre enviaban cocineros a luchar contra ella, que siempre ganaba. Incluso hizo un cuaderno en el que recopilaba toda la información que obtenía al enfrentarse a los chefs de la Sociedad de la Cocina Oscura, que incluía las Técnicas de Cocina Oscura que utilizaban contra ella. Mao llegaría a poseer este libro.
En el manga, se revela que murió de agotamiento. Después de que su antiguo alumno, Shao An, se convirtiera en un Super Chef, le robó a todos los cocineros que cocinaban en su restaurante, obligándola a hacer todo el trabajo por su cuenta. Aunque murió, sus enseñanzas perduraron en su hijo, Mao.

### Personajes menor
Zhou Yu (周瑜?)
Voz por: Akio Ōtsuka (1997 anime), Yoshimitsu Shimoyama (2019 anime)
El vice chef del restaurante Yang Spring. Zhou Yu es conocido por ser uno de los mejores chefs de Guangzhou. Suele ser el chef principal del restaurante, ya que Ruoh rara vez cocina. Tiene reglas estrictas para los chefs en formación en la cocina. Muchos dicen que tiene un corazón de acero y que apenas cambia sus expresiones, pero aun así lo respetan mucho. Ruoh parece ser la única persona a la que escucha y es también la única que puede irritarlo. Se convierte en el maestro de Mao y es también el padre de Mei. Aunque es muy hábil en la cocina, es un mal pescador. Intentó desafiar a Ruoh en la pesca, pero acabó irritado por la victoria de Ruoh.
Ruoh (罗添大师?)
Voz por: Takkō Ishimori (1997 anime), Shinpachi Tsuji (2019 anime)
El maestro de cocina del restaurante Yang Spring. Un chef hábil, experimentado y muy respetado en Guangzhou. Puede no parecerlo a primera vista, pero es un hombre extremadamente bien construido y con un poder asombroso. Tiene el apodo de "Superman Chef" en Guangzhou. Utiliza el Cuchillo de la Vaca del Diablo (que sirve para cortar la cabeza de las vacas de un golpe y descuartizarla de otro) para mostrar su habilidad, 'La Habilidad de Dios', que utiliza su extrema fuerza (aunque, ya no la utiliza demasiado a menudo debido a su avanzada edad). A menudo se ve a Ruoh bebiendo alcohol. También es el maestro de Chouyu y es uno de los cuatro ancianos cocineros de Guangzhou.
Shao An (绍安?)
Voz por: Tsubasa Chioya (1997 anime), Keiichi Nakagawa (2019 anime)
El primer rival de Mao en la cocina. Solía ser el mejor aprendiz de Pai hasta que un accidente lo dejó marcado e incapaz de cocinar correctamente. Después de dejarlo, se convirtió en un podrido y volvió a hacerse cargo del restaurante Kikkaro. Acabó siendo el principal responsable de la muerte de Pai e incluso tuvo el descaro de desquitarse con su hijo menor. Aunque después de perder una batalla de cocina, juzgada por el general Lee, contra Mao, se vio obligado a abandonar definitivamente su puesto de chef, como consecuencia de la derrota. Aunque no permaneció fuera demasiado tiempo, apareciendo más tarde para desafiar a Mao una vez más, pero esta vez como chef de la Infiltración. Tras perder una vez más contra Mao, se dispuso a sacrificarse, junto con todos los demás, haciendo volar el barco en el que se encontraban. Cuando estaba a punto de caer a la muerte, Mao le agarró del brazo y trató de salvarle. Tras unas palabras de Mao, Shao An comprendió su amor por la cocina y pudo dejar de lado su odio hacia Mao y Pai. Por desgracia, era demasiado tarde, y si Mao no soltaba la mano de Shao An, éste caería con él. Al volver a ser bueno y sentir que debía expiar todos sus terribles actos, salvó a Mao de caer con él cortando su propia mano y cayendo a su muerte (en el anime, Shao An simplemente se resbaló de la mano de Mao y cayó a su muerte). Antes de morir, también le dio a Mao la otra mitad del libro de Pai, que contenía información detallada sobre el Metro.
Almirante Lee Hong Yue (李鴻悦/李提督?)
Voz por: Jūrōta Kosugi (1997 anime)
Un almirante del ejército imperial de China. Es el Maestro Cocinero de la Cocina Imperial del Emperador, lo que le convierte en un chef altamente cualificado y, básicamente, en el número uno del ranking de cocineros de China. Fue él quien envió a Mao en su viaje para convertirse en un Super Chef después de ver su talento natural y su infinito potencial. Lee se cruza a menudo con Mao durante su viaje y suele encomendarle otras tareas, con la esperanza de convertir a Mao en un gran chef.
Liu Ke Lin (刘珂玲?)
Voz por: Yumi Hikita (1997 anime)
La hermana mayor de Mao. Trabaja en el restaurante Kikkaro como camarera. Cuando su madre murió, ella fue la que se quedó a cargo del restaurante.
Shan (シャン?)
Voz por: Maya Okamoto (1997 anime), Yūko Kaida (2019 anime)
Mira (ミラ?)
Voz por: Aya Endō (2021 anime)
Juchi (ジュチ?)
Voz por: Daisuke Ono (2021 anime)
Ensei (エンセイ?)
Voz por: Daisuke Ono (2021 anime)
Ensei (エンセイ?)
Voz por: Kenjiro Tsuda (2021 anime)
Alkan (アルカン?)
Voz por: Hiroki Yasumoto (2021 anime)
Kaiyu (カイユ?)
Voz por: Daisuke Namikawa (2021 anime)

## Media

### Manga
¡Chūka Ichiban! está escrito e ilustrado por Etsushi Ogawa. Se serializó en la revista de Kodansha Weekly Shōnen Magazine del 11 de octubre de 1995 al 19 de mayo de 1999.  De 1995 a 1996 se serializó como ¡Chūka Ichiban!, Sin embargo, durante la serialización, se añadió el carácter '真', por lo que de 1997 a 1999, se serializó como True ver. - Lo mejor del chino (comida)! (真・中華一番! '¡Shin Chūka Ichiban!'?) . Kodansha recopiló la primera parte en cinco volúmenes tankōbon publicados entre el 14 de febrero de 1996 y el 11 de diciembre de 1996. La segunda parte fue recopilada en doce volúmenes tankōbon publicados entre el 14 de mayo de 1997 y el 15 de junio de 1999.
Ogawa inició una secuela, titulada ¡Chūka Ichiban! Kiwami (中華一番！極?), publicada en la aplicación Magazine Pocket de Kodansha desde el 10 de noviembre de 2017. Kodansha ha recopilado sus capítulos en volúmenes individuales tankōbon. El primer volumen se publicó el 9 de abril de 2018. A partir del 9 de mayo de 2025, se han publicado diecinueve volúmenes.

### Anime

#### 1997 serie
Una adaptación de la serie de televisión de anime realizada por Nippon Animation se emitió en Fuji TV desde el 27 de abril de 1997 hasta el 13 de septiembre de 1998.

### Lista de episodios

#### 2019
En 2019 se anunció que el manga Shin Chūka Ichiban!, o True Cooking Master Boy recibiría una adaptación a serie de televisión anime producida por NAS, con animación de Production I.G. Está dirigida y escrita por Itsuro Kawasaki, con diseños de personajes de Saki Hasegawa y música compuesta por Jun Ichikawa. La serie se emitió del 12 de octubre al 28 de diciembre de 2019 en el bloque de programación MBS de Animeism.
Tras el último episodio, se anunció que la serie tendrá una segunda temporada, en la que el personal y el reparto retomarán sus papeles.  La segunda temporada se emitió del 12 de enero al 30 de marzo de 2021 en Tokyo MX, MBS, y BS-NTV.
China Film Animation ha concedido la licencia de la serie en China continental y el sudeste asiático, y la transmite en iQIYI.

## Canciones temáticas anime

### Chūka Ichiban!
Temas de apertura
1. "Sky" (空 Sora?) por Maki Ohguro (episodios 1-18)
2. "No puedo respirar~Ahora puedo respirar~" (息もできない〜Now puedo respirar〜 Iki mo Dekinai〜Nau Ai Kyan Burēsu〜?) por Zard (episodios 19-36)
3. "If Only You Were Here" (君さえいれば Kimi Sae Ireba?) por Deen (episodios 37-52)

Ending themes
1. "Met in the Blue Sky" (青い空に出逢えた Aoi Sora ni Deaeta?) por Arisa Tsujio (辻尾有紗 Tsujio Arisa?) (episodios 1-20)
2. "Mineral" (ミネラル Mineraru?) por  Kaori Nanao (七緒香 Nanao Kaori?) (episodios 21-36)
3. "Libre como el viento" (風のように自由 Kaze no Yō ni Jiyū?) por  Keiko Utoku (episodios 37-52)

### Shin Chūka Ichiban!
Tema de apertura
1. "Theory of Light" (光福論 Kōfukuron?) por  Qajiff (クアイフ Kuaifu?) (season 1)
2. "Tough Heart" por  Aika Kobayashi (season 2)

Tema final
1. "Paradigm Shift" (パラダイムシフト Paradaimu Shifuto?) por  Brian the Sun (season 1)
2. "COLORS" por Humbreaders (ハンブレッダーズ Hanbureddāzu?) (season 2)